# Муїзз ад-Дін Хусейн
Муїзз ад-Дін Хусейн (*д/н — 1370) — 8-й малік Держави Куртів у 1332—1370 роках. За його панування держава досягла найбільшого політичного і економічного піднесення.

## Життєпис
Син маліка Гіяс ад-Діна. 1332 року повалив свого брата — маліка Хафіза. 1334 року призначив візиром свого небожа і зятя Муїн ад-Дін Джамі, який багато зробив для відродження держави.
Після 1335 року, скориставшись занепадом держави Хулагуїдів після смерті ільхана Абу-Саїда Багадура та Чагатайського улуса після вбивства Бузан-хана, фактично став незалежним. Він послав допомогу Кутб ад-Діну, хакіму Кермана, який був вигнаний зі своєї Мубаріз ад-Діном Мухаммедом, маліком Єзду, але та зазнала поразки. Друга армія Куртів відвоювала Керман, але наприкінці 1340 року все ж зазнала поразки від Мубаріз ад-Діна.
1340 об'єднався з ільханом Тога-Темуром, якого він номінально визнавав зверхником, а натомість отримав володіння в Хорасані. 18 липня 1342 року у битві біля Зави завдав поразки Ваджіх ад-Діну Масуду, султану Себзевару. За цим розширив володіння за рахунок володінь сербедарів. За цим здійснив кілька походів проти Чагатайського улуса. 1343 році зазнав нападу чагатайського хана Халіла, якого 1344 року переміг та полонив.
Зрештою поширювалися владу на Мерв, Мешхед, від південних гір меж до Гіндукушу. У 1349 році, припинивши сплачувати данину ільхану, офіційно оголосив незалежність. Герат перетворився на один з провідних центрів ремісництва, де існували численні квартали майстрів. також вигідне розташування сприяло посередницькі та зовнішній торгівлі. Все це швидко наповнювало скарбницю маліка.
У 1351 році в результаті змови Герат було захоплено Казаганом, еміром нікудерійської Орди. На трон був посаджений Мухаммед Бакір, брат Муїз ад-Діна, але останній 1352 року зміг відновити владу. Візир Муїн ад-Дін Джамі був ув'язнений, але пізніше звільнений і знову зайняв посаду візира.
Близько 1358 року Казаган знову виступив проти маліка, завдавши тому поразки і розграбувавши Герат, але після повернення Казаган був убитий, і Муїз ад-Дін зміг відновити правління в Гераті. Невдовзі вдалося встановити зверхність над Сістаном, де панував Із ад-Дін Міхрабанід.
У 1364 році поновилася боротьба з Себзеваром, завдавши поразки султанові Ходжі Алі-ї Муаяду. Незабаром після цього загострилися відносини з чагатайським еміром Тимуром, коли на його територію був здійснений набіг, і той відправив до Герата гінця з попередженням.
Муїз ад-Дін помер у 1370 році. Владу перебрав старший син Гіяс ад-Дін Пір-Алі.